# Sanchai Ratiwatana
Sanchai Ratiwatana (Bangkok, 23 de Janeiro de 1982) é um tenista profissional tailandês, especialista em duplas.
É parceiro de seu irmão gêmeo, Sonchat Ratiwatana. Seu melhor ranking nas duplas da ATP é de Nº 39, em 2008, assim como seu irmão.

## Títulos
- 2007 Tailândia Open, Tailândia com Sonchat Ratiwatana
- 2008 Chennai Open, India com Sonchat Ratiwatana